# Jičíněves
Jičíněves település Csehországban, a Jičíni járásban. Jičíněves Staré Místo, Kostelec, Údrnice, Chyjice, Nemyčeves, Slatiny, Češov, Kopidlno és Vršce településekkel határos. Lakosainak száma 660 fő (2024. január 1.).

## Népesség
A település lakosságának változását az alábbi diagram mutatja:
| Lakosok száma | 1380 | 1616 | 1497 | 1118 | 745  | 583  | 594  | 593  | 619  | 660  |
|               | 1869 | 1890 | 1921 | 1950 | 1980 | 2001 | 2017 | 2019 | 2022 | 2024 |